# 玛丽亚·何塞·马丁内斯·桑切斯
玛丽亚·何塞·马丁内斯·桑切斯（西班牙語：María José Martínez Sánchez，1982年8月12日—）是一位西班牙網球選手，現在居住於西班牙巴塞隆納，生涯單打最高排名為36（2009年9月21日），她獲得2項單打冠軍頭銜與11項雙打冠軍頭銜，生涯雙打最高排名為11（2009年9月14日）。

## 外部連結
- 玛丽亚·何塞·马丁内斯·桑切斯的国际女子网球协会官方資料（英文）
- 玛丽亚·何塞·马丁内斯·桑切斯的國際網球總會 職業／青少年 官方資料（英文）
- Fed Cup - Player profile - Maria Jose MARTINEZ SANCHEZ (ESP) （页面存档备份，存于）